# La montagna incantata
(Ervino Pocar, Introduzione a La montagna incantata, Milano, Mondadori, 1965)
La montagna incantata (titolo originale Der Zauberberg), più letteralmente La montagna magica, è un romanzo dello scrittore tedesco Thomas Mann (1875–1955) pubblicato nel 1924.

## Genesi dell'opera

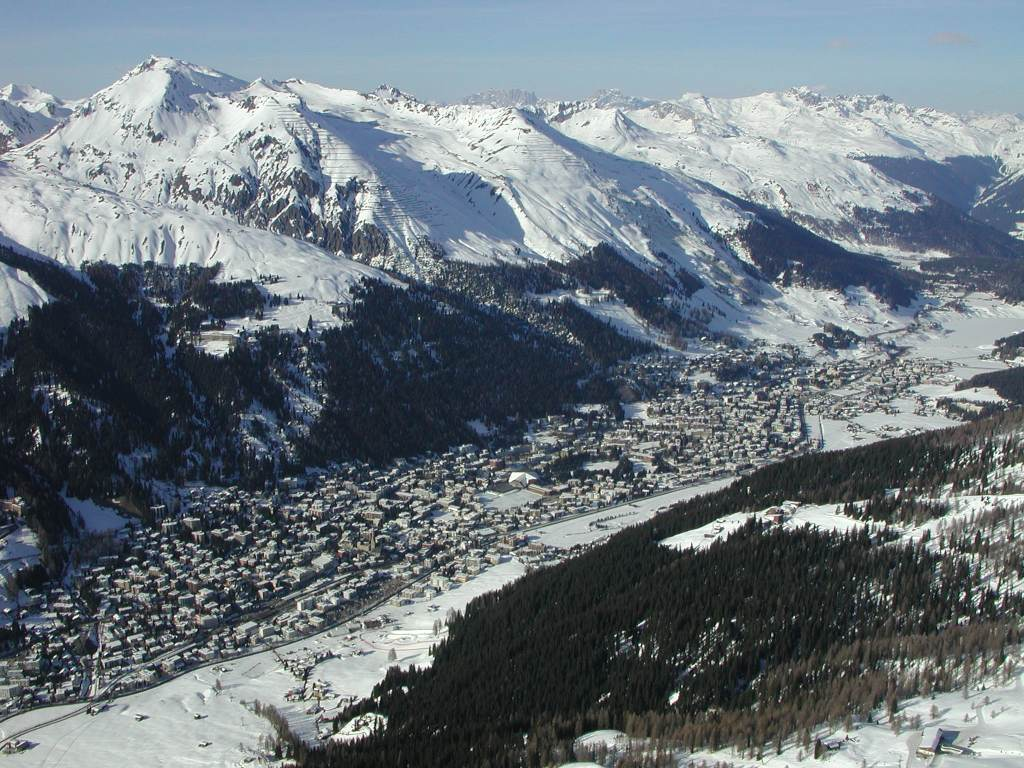
Davos in Svizzera

Mann iniziò a lavorare a La montagna incantata nel 1912, concependo inizialmente il progetto come un racconto breve in cui sviluppare in chiave ironica alcuni dei temi già presenti in La morte a Venezia. L'idea centrale riflette le esperienze e impressioni relative al soggiorno della moglie, Katia Pringsheim, a quel tempo sofferente di una malattia polmonare, nel sanatorio del dottor Friedrich Jessen a Davos, in Svizzera, durato diversi mesi. Mann le fece visita nel maggio e giugno del 1912, facendo la conoscenza del personale e dei degenti di questo centro medico cosmopolita. Secondo quanto affermato dallo stesso scrittore in un'appendice più tardi aggiunta al volume, l'esperienza fornì il materiale per il primo capitolo (L'arrivo) del romanzo.
Lo scoppio della prima guerra mondiale interruppe il lavoro sul libro. Il conflitto e le difficili condizioni del dopoguerra indussero l'autore ad un  riesame della società borghese europea che tenesse conto delle perverse tendenze distruttive mostrate da una gran parte dell'umanità cosiddetta "civilizzata". Si trovò inoltre a considerare con rinnovata attenzione l'atteggiamento dell'individuo nei confronti di questioni quali la malattia, la morte, la sessualità. Ne conseguì una sostanziale revisione del testo, che venne notevolmente ampliato e finalmente completato nel 1924. Der Zauberberg fu pubblicato in due volumi, nel novembre dello stesso anno, dall'editore S. Fischer Verlag a Berlino.

## Trama

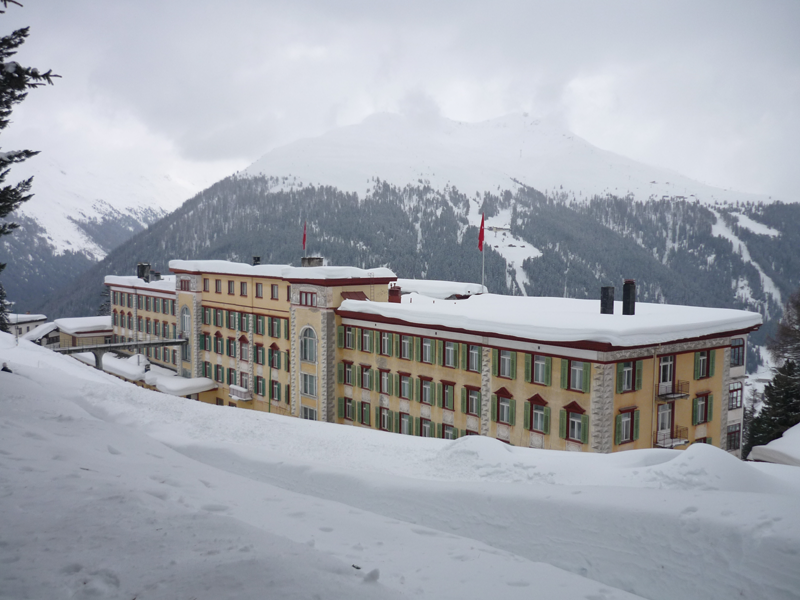
Il Berghotel Sanatorium Schatzalp (ex sanatorio Berghof) di Davos (Svizzera) citato nel romanzo

La storia è ambientata negli anni precedenti la prima guerra mondiale. Il protagonista è Hans Castorp, giovane ingegnere di Amburgo agli inizi della carriera nell'industria navale. La narrazione inizia con la visita di Castorp, programmata per tre settimane, al cugino Joachim Ziemssen, militare di carriera ricoverato a causa della tubercolosi presso il sanatorio Berghof a Davos, sulle Alpi svizzere.
Poco prima del previsto ritorno, Castorp si sottopone a una visita a causa di una leggera infezione bronchiale e viene persuaso a rinviare la partenza in attesa di un miglioramento delle sue condizioni di salute. La prima metà del romanzo descrive i primi mesi del soggiorno, durante i quali il protagonista fa la conoscenza di una serie di personaggi che costituiscono un microcosmo della società europea del tempo. Particolare impressione fa su Castorp il massone, umanista ed enciclopedista italiano Lodovico Settembrini, allievo di Giosuè Carducci, che ne diventa una sorta di mentore. Un'altra rilevante figura è costituita da Madame Chauchat, moglie di un funzionario russo, di cui Castorp si innamora fin dai primi giorni, ma con cui avrà modo di parlare solo assai più tardi, poco prima della partenza di questa per un lungo soggiorno in Spagna e in altre località europee.
La malattia si rivela in realtà tubercolosi e tratterrà il protagonista lontano dalla vita attiva per sette anni. La narrazione segue la percezione del tempo degli stessi malati per cui esso trascorre quasi inavvertitamente: mentre la prima parte del romanzo descrive il primo anno di soggiorno di Castorp, la seconda tratta dei restanti sei. All'umanista Settembrini si affianca intanto il gesuita Leo Naphta, la cui filosofia a tratti cinica e radicale fa da contraltare alle posizioni moderate dell'italiano, mettendone in luce i limiti senza però fornire una visione organica del mondo che possa essere accettata dall'animo essenzialmente borghese di Castorp. Alle accanite discussioni tra i due intellettuali il protagonista assiste rendendosi via via sempre più partecipe, mentre il cugino Joachim, che spesso lo accompagna, mantiene sempre un marcato riserbo. Quest'ultimo, insofferente all'inattività a cui le condizioni di salute lo costringono, decide all'improvviso e risolutamente di far ritorno al "piano" e alla carriera militare nonostante l'opinione contraria dei medici, i quali invece dichiarano "guarito" Castorp, che si rifiuta però di lasciare la clinica. Diversi mesi più tardi, a causa di un aggravarsi della malattia, Joachim fa ritorno a Davos in compagnia della madre e, poco tempo dopo, muore.
Negli ultimi capitoli del romanzo, fa la sua comparsa, accompagnato dalla signora Chauchat, il magnate Pieter Peeperkorn, ultima figura a esercitare una forte influenza sul protagonista. Nonostante Peeperkorn goda dei favori della mai dimenticata dama russa e ne sia dunque rivale in amore, Castorp rimane conturbato dalla forte personalità del ricco edonista olandese. Poco dopo però questi, quasi inspiegabilmente, si uccide.
Nella parte finale del romanzo inizia a serpeggiare nel sanatorio una forte insofferenza e inquietudine; simbolo probabilmente della fine della Belle Époque, ma anche delle future contraddizioni della Repubblica di Weimar. Persino le discussioni tra Naphta e Settembrini si fanno più veementi fino a che il primo sfida il secondo a duello, ma Settembrini si rifiuta e Naphta si uccide sparandosi in testa. Verso la conclusione, la prima guerra mondiale ha inizio e Castorp scende al "piano" per arruolarsi nell'esercito.

## Struttura
Il romanzo è composto da sette capitoli che non hanno titolo, ciascuno dei quali a sua volta è diviso in parti con il proprio titolo. All'inizio del romanzo c'è anche un'introduzione. Ciascuno dei sette capitoli eccetto il primo tratta di una fase temporale piuttosto lunga nella vita del protagonista, mentre nelle ulteriori suddivisioni la narrazione è maggiormente episodica. A ogni modo il romanzo comprende diverse eccezioni a questa consuetudine generale, grazie all'uso del flashback. Di seguito sono riportati i titoli delle suddivisioni, nell'edizione italiana di Corbaccio.

### Capitolo I
- L'arrivo (Ankunft)
- N. 34 (Nr. 34)
- Nel ristorante (Im Restaurant)

### Capitolo II
- La bacinella battesimale e il duplice aspetto del nonno (Von der Taufschale und vom Großvater in zwiefacher Gestalt)
- Dai Tienappel E le concezioni morali di Hans Castorp (Bei Tienappels. Und von Hans Castorps sittlichem Befinden)

### Capitolo III
- Accigliamento costumato (Ehrbare Verfinsterung)
- La colazione (Frühstück)
- Una burla. Il viatico. Allegria interrotta (Neckerei. Viatikum. Unterbrochene Heiterkeit)
- Satana (Satana)
- Pensiero acuto (Gedankenschärfe)
- Una parola di troppo (Ein Wort zuviel)
- Una donna, naturalmente (Natürlich, ein Frauenzimmer)
- Il signor Albin (Herr Albin)
- Satana fa proposte disonorevoli (Satana macht ehrrührige Vorschläge)

### Capitolo IV
- Un acquisto necessario
- Digressione sul senso del tempo
- Un tentativo di conversazione francese
- Politicamente sospetta!
- Hippe
- Analisi
- Dubbi e considerazioni
- Conversazioni a tavola
- Sintomi di paura I due nonni e la gita in barca nel crepuscolo
- Il termometro

### Capitolo V
- Minestra in perpetuo e chiarore improvviso
- «Dio mio, vedo!»
- Libertà
- Capricci di Mercurio
- Enciclopedia
- Humaniora
- Ricerche
- Danza macabra
- Notte di Valpurga

### Capitolo VI
- Mutamenti
- Un altro ancora
- Dello stato di Dio e della mala redenzione
- Uno scoppio d’ira. E anche un altro fatto increscioso
- Attacco respinto
- Operationes spirituales
- Neve
- Soldato e uomo di coraggio

### Capitolo VII
- Passeggiata in riva al mare
- Mynheer Peeperkorn
- «Vingt et un»
- Mynheer Peeperkorn (continuazione)
- Mynheer Peeperkorn (conclusione)
- La grande stupidità
- Profusione di armonie
- Settore oltremodo problematico
- La grande irritazione
- Il colpo di tuono

## Personaggi

### Hans Castorp
Un giovane uomo poco più che ventenne. Secondo lo stesso autore il protagonista del romanzo è un cavaliere indagatore, come il "puro folle" alla ricerca del Santo Graal nella tradizione mitico-letteraria del Parzival; tuttavia, egli rimane come a uno stato embrionale e abortito, pallido e mediocre in quanto perfetta rappresentazione della borghesia tedesca. Fortemente diviso tra influenze contrastanti, capace dei più alti ideali umanistici, ma allo stesso tempo soggetto anche a pesante filisteismo e apparente radicalismo ideologico.
Come è suo solito, Mann sceglie il nome del suo protagonista con accurata attenzione: Hans è un nome tedesco assai generico, quasi anonimo, ma che si riferisce anche alla figura presente nella fiaba La fortuna di Hans (Hans im Glück) dei fratelli Grimm e all'apostolo Giovanni evangelista, il discepolo prediletto di Gesù che ha avuto la visione dell'Apocalisse. Castorp è invece il cognome di un eminente personalità storica medioevale della città natale di Thomas Mann, Lubecca, il sindaco e ricco mercante del XV secolo Heinrich Castorp.
In un certo senso Hans Castorp può esser inteso come la personificazione della giovane repubblica di Weimar: da una parte l'umanesimo, dall'altra il radicalismo più estremo – rappresentati rispettivamente da Settembrini e Naphta – cercano di attrarlo a sé ottenendo il suo favore, ma Castorp non pare in grado di fare una scelta compiuta e decisa. Il leggero ma costante stato febbrile che lo accompagna è sottile metafora della propria mancanza di chiarezza interiore: l'alterazione di temperatura corporea (37,6 °C) è un punto intermedio tra l'esser sano e l'esser malato. Infine la temperatura esterna dell'ambiente in cui si ritrova improvvisamente a vivere è spesso fuori equilibrio: è o troppo caldo o troppo freddo, tendendo quindi agli estremi (ad esempio, l'episodio della nevicata in pieno agosto), senza mai una stabilità.

### Settembrini
Il massone Settembrini viene ben a rappresentare l'ideale attivo e positivo dell'illuminismo, dell'umanesimo, della democrazia, della tolleranza e dei diritti umani. Spesso egli trova Castorp letteralmente immerso nel buio, tanto che prima di iniziare le loro quasi quotidiane conversazioni vi è la necessità di accendere la luce. Egli si paragona volentieri alla figura della mitologia greca Prometeo, colui che ha portato nel mondo umano il dono del fuoco e quindi di conseguenza anche dell'illuminazione. Il suo mentore è Giosuè Carducci, il poeta italiano che ha anche scritto tra l'altro un inno dedicato a Lucifero, "la forza vindice della ragione".
I suoi principi etici sono quelli dei valori borghesi e del lavoro; cerca di contrastare il fascino morboso che Castorp pare intrattenere con la morte e la malattia, mettendolo in guardia contro la "compagna di malattia" Madame Chauchat, cercando di dare prova di una visione positiva della vita: il suo antagonista Naphta lo descrive come "Zivilisationsliterat". Mann originariamente ha costruito Settembrini come una caricatura del romanziere liberal-democratico, rappresentato per esempio dal fratello Heinrich Mann. Tuttavia, mentre il romanzo era in corso d'opera, Mann stesso è diventato un sostenitore dichiarato della repubblica di Weimar, il che può spiegare come mai accada che Settembrini, soprattutto nei capitoli successivi a quelli immediatamente iniziali, diventi la voce dell'autore.
Nelle caratteristiche fisiche Settembrini ricorda il compositore italiano Ruggero Leoncavallo. Benedetto Croce riteneva che Thomas Mann alludesse a Luigi Settembrini, ma, in un colloquio con Croce, il romanziere dirà di aver composto il nome "Settembrini" derivandolo dalla data 20 settembre, ignorando l'esistenza di Luigi Settembrini.

### Naphta
L'antagonista principale di Settembrini, Leo Naphta SJ, è un membro della compagnia di Gesù, divenuto hegeliano-marxista ma nato ebreo; una parodia del filosofo ungherese György Lukács, come informa Mann in una lettera del 1949.

### Madame Chauchat
Claudia Chauchat rappresenta la tentazione data dall'erotismo, la lussuria e l'amore, il tutto in una forma degenerata e ampiamente morbosa, dominata da "passività asiatica". Lei si trova a essere proprio uno dei motivi principali per il soggiorno prolungato di Castorp sulla montagna magica. La promessa femminile del piacere sessuale come ostacolo alla gioia maschile per l'azione nel mondo imita i temi del mito riguardante Circe ma presente anche nelle ninfe delle "montagne di Venere" nell'opera lirica Tannhäuser di Richard Wagner.
Caratteristiche feline che contraddistinguono la donna sono fatte notare abbastanza spesso; il suo cognome poi deriva dal francese "chaud chat" (gatto caldo), mentre il suo primo nome include anche un accenno all'inglese claw ("artiglio"). Il suo nome può anche essere un riferimento alla mitragliatrice Chauchat in dotazione all'esercito francese durante la prima guerra mondiale.
Claudia Chauchat lascia il Berghof per qualche tempo, ma per ritornare in seguito con un altro compagno impressionante, Mynheer Peeperkorn, che soffre di una malattia tropicale.

### Peeperkorn
Mynheer Pieter Peeperkorn, nuovo amante di Claudia Chauchat, entra nel paesaggio del Berghof piuttosto tardi; ma è certamente una delle persone maggiormente predominanti del romanzo: rappresenta il principio e lo spirito dionisiaco. Il suo forte temperamento e l'accentuata personalità, con la sua aura di importanza che lo attraversa, in combinazione con un imbarazzo evidente e la strana incapacità di completare almeno una volta una qualche dichiarazione o affermazione, ricorda alcune figure delle precedenti novelle dell'autore (per esempio, Herr Klöterjahn in Tristano (racconto)); personaggi che sono da un lato fonte di ammirazione per la loro prorompente energia vitale ma anche, dall'altro, condannati a causa della loro estrema ingenuità.
In conclusione, questa persona rappresenta la forma più grottesca di un carattere dionisiaco; il dio greco Dioniso è importante anche nella filosofia di Friedrich Nietzsche e La nascita della tragedia  è la fonte del titolo "La montagna incantata". L'estremismo di Peeperkorn si ripercuote anche nell'atto finale del suicidio da lui compiuto, eseguito anche in modo alquanto strano. Con Mynheer Peeperkorn l'autore del romanzo personalizza contemporaneamente il suo rivale, l'influente poeta tedesco Gerhart Hauptmann, ma anche alcune proprietà di Goethe (con il quale spesso è stato confrontato Hauptmann).

### Ziemssen
Joachim Ziemssen è il cugino di Castorp. Militare di carriera, si trova ricoverato al sanatorio per tubercolosi. È lui ad accogliere Hans all'arrivo alla stazione e a iniziarlo alle abitudini del Berghof. Per seguire le sue ambizioni militari lascia il sanatorio contro il parere medico, vi farà ritorno con la malattia in stato avanzato per poi morire.

## Interpretazioni
La montagna incantata è caratterizzata da una narrativa densa di erudizione e spesso ambigua che ha determinato una certa varietà di giudizi critici. A fianco di uno scrupoloso realismo nella descrizione di personaggi e situazioni, si ritrova un marcato simbolismo, nei toni con cui viene descritto, ad esempio, il fluire del tempo o le impressioni e meditazioni del protagonista. I personaggi stessi rappresentano, più o meno apertamente, le diverse tendenze filosofiche del tempo con cui Castorp, in questo modo, viene via via in contatto. Il rapporto tra l'ordine e l'equilibrio della morale borghese e il vitalismo estetico, già analizzato in un contesto di malattia e morte in La morte a Venezia, è qui interpretato con sottile ironia e presentato in relazione al più ampio panorama del pensiero europeo del primo Novecento.
Il romanzo si rifà apertamente alla tradizione europea, e in particolare tedesca, del romanzo di formazione o Bildungsroman, benché, come dichiarato dallo stesso autore, ne sia anche la parodia. Nei capitoli iniziali, il protagonista mostra una spiccata curiosità sia nei confronti delle scienze naturali che delle discipline umanistiche, spesso in contrasto con l'atteggiamento chiuso e riservato del cugino Joachim. Col passare del tempo impara però a mantenere una certa distanza dalle posizioni pur affascinanti ma estreme del gesuita Naphta, così come sviluppa anche un certo scetticismo rispetto agli slanci retorici dell'umanista Settembrini. A differenza del tipico impianto del romanzo di formazione, è stato sottolineato come la maturità acquisita da Castorp non sembra avere come scopo un futuro vissuto nella pienezza dello spirito finalmente raggiunta. Pare invece, a causa della prospettata e probabile morte nel conflitto mondiale, quasi fine a sé stessa o comunque inutile e inconsistente di fronte all'irrazionalità della guerra.

## Trasposizioni
La montagna incantata ebbe una trasposizione per la televisione tedesca nel 1968 per la regia di Ludwig Cremer e una cinematografica nel 1981 per la regia di Hans W. Geißendörfer.
La seconda trasposizione, a colori a differenza della prima, era una coproduzione italo-franco-tedesca. Ne venne realizzata una versione cinematografica di due ore e mezzo e una televisiva di durata circa doppia, divisa in tre puntate. I principali interpreti erano Christoph Eichhorn nei panni di Castorp, Rod Steiger in quelli di Peeperkorn, Marie-France Pisier era Clawdia Chauchat, Hans Christian Blech il consigliere Behrens, Flavio Bucci interpretava Settembrini, Charles Aznavour Naphta. Altri attori erano, Alexander Radszun, Margot Hielscher, Gudrun Gabriel, Ann Zacharias, Irm Hermann, Kurt Raab, Rolf Zacher e Tilo Prückner.

## Bibliografia

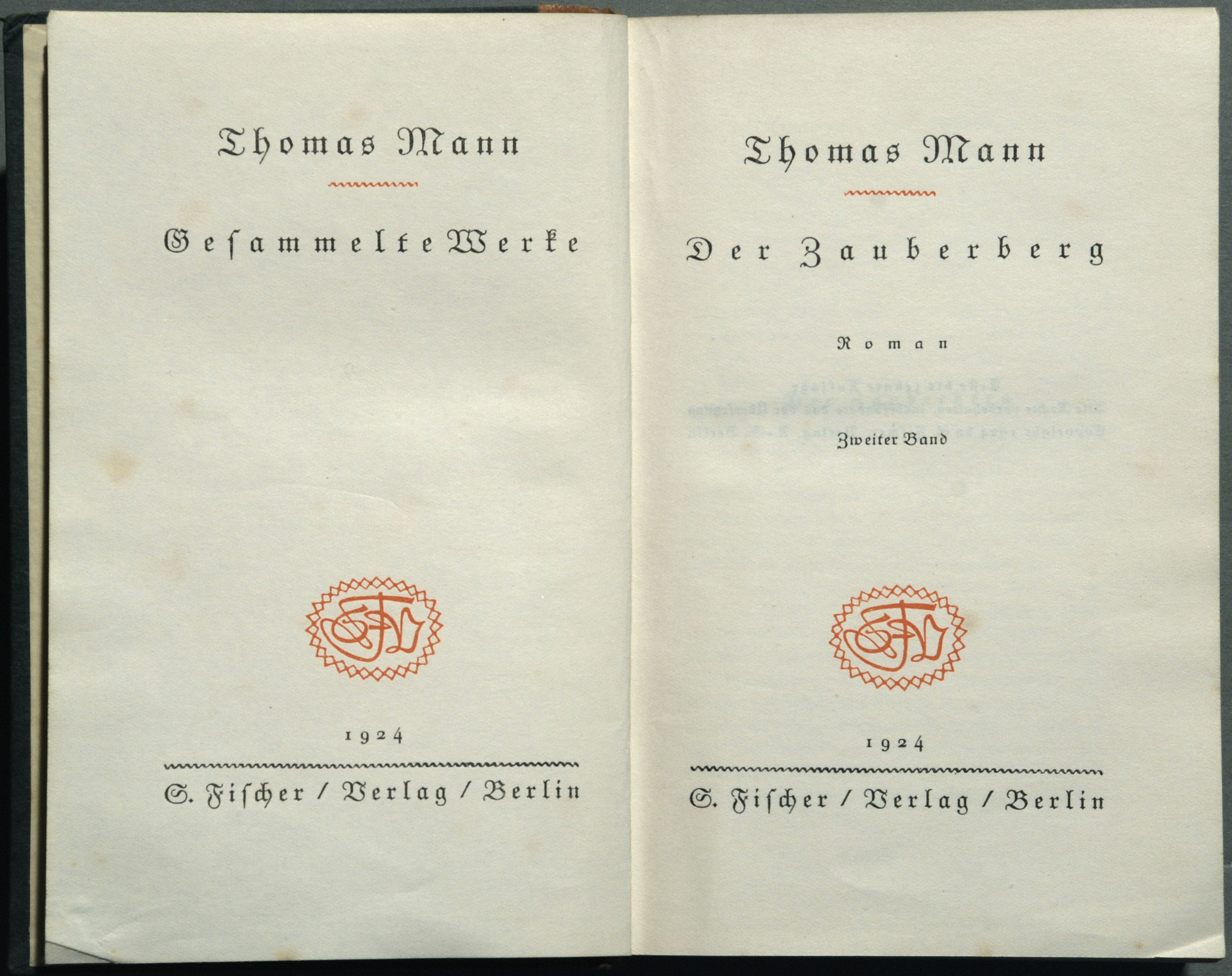
Frontespizio del volume secondo della prima edizione tedesca